# TVN24 International
TVN24 International – kanał informacyjny istniejący w 2018 roku, należący do Grupy TVN, nadający w języku polskim i angielskim, skierowany do międzynarodowej widowni. Powstał 5 marca 2018 roku. Po 9 miesiącach - 2 grudnia 2018 roku kanał zakończył nadawanie.
Kanał nadawał 24 godziny na dobę i skierowany był do widzów na całym świecie, a w szczególności Polaków mieszkających zagranicą. Stacja emitowała serwisy informacyjne, programy publicystyczne i reportaże. W ofercie programowej znajdowały się również audycje znane w Polsce z kanałów TVN, TVN24 i TVN24 BiS.
Kanał niedostępny był na terytorium Polski, nadawał m.in. w Niemczech, w sieci Wilhelm.tel.
Redaktorem naczelnym kanału był Michał Tracz.